# Consell Regional de la Baixa Normandia

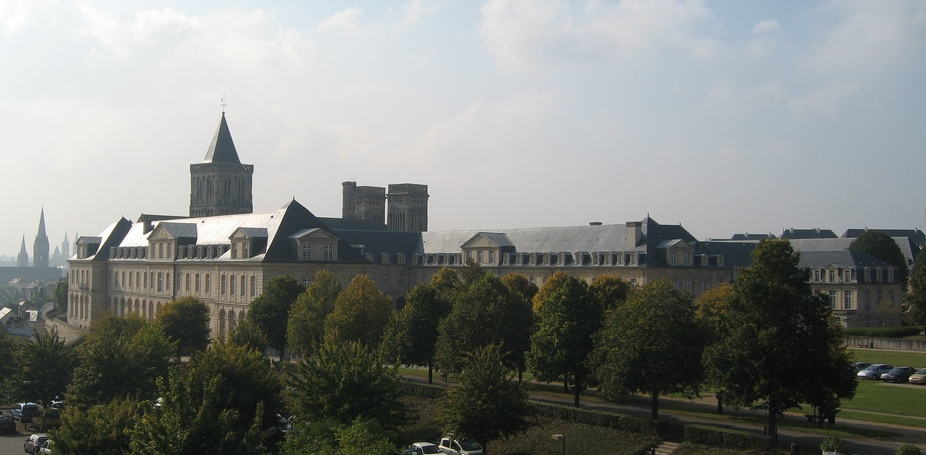
Abadia de les Dames de Caen, seu del Consell Regional

El Consell regional de la Baixa Normandia és una assemblea elegida que dirigeix la regió de la Baixa Normandia. Actualment és presidit per Laurent Beauvais. Està format per 47 membres (22 pel departament de Calvados, 16 pel de Manche i 9 pel d'Orne) elegits cada sis anys.
La seu és a Caen, a l'antiga abadia de les Dames.

## Història
La circumscripció regional de la Baixa Normandia fou creada el 1961. La seu de la "Casa de la Regió" fou establida a la prefectura de Calvados fins que el 1974 es va transformar en establiment públic regional i traslladà la seu a l'Abadia dels Homes. Després de l'elecció per sufragi universal de René Garrec en aplicació de les lleis de 1982, el consell regional es va traslladar a l'Abadia de les Dames.

## Presidents del Consell Regional
- 1974: Michel d'Ornano (RI)
- 1974 - 1978 : Léon Jozeau-Marigné (RI)
- 1978 - 1982 : Paul German (div droite)
- 1982 - 1983 : Léon Jozeau-Marigné (UDF)
- 1983 - 1986 : Michel d'Ornano (UDF)
- 1986 - 2004 : René Garrec (UDF-UMP)
- 2004 - 2008 : Philippe Duron (PS)
- 2008: Laurent Beauvais (PS)

## Composició del Consell Regional

### Eleccions regionals franceses de 2010
| Cap de llista | Cap de llista          | Llista               | Primera volta | Primera volta | Segona volta | Segona volta | Escons | Escons |
| Cap de llista | Cap de llista          | Llista               | #             | %             | #            | %            | #      | %      |
| ------------- | ---------------------- | -------------------- | ------------- | ------------- | ------------ | ------------ | ------ | ------ |
|               | Laurent Beauvais       | PS - PCF - PRG - MRC | 156 959       | 32,56         | 296 192      | 57,15        | 32     | 68,09  |
|               | François Dufour        | EÉ                   | 57 879        | 12,01         | 296 192      | 57,15        | 32     | 68,09  |
|               | Jean-François Le Grand | Majoria presidencial | 133 451       | 27,68         | 222 053      | 42,85        | 15     | 31,91  |
|               | Rodolphe Thomas        | MoDem                | 42 924        | 8,90          |              |              |        |        |
|               | Valérie Dupont         | FN                   | 41 938        | 8,70          |              |              |        |        |
|               | Christine Coulon       | NPA - PG             | 24 044        | 4,99          |              |              |        |        |
|               | Fernand Le Rachinel    | PDF                  | 17 888        | 3,71          |              |              |        |        |
|               | Pierre Casevitz        | LO                   | 6 985         | 1,45          |              |              |        |        |
|               |                        |                      |               |               |              |              |        |        |
| Inscrits      | Inscrits               | Inscrits             | 1 066 971     | 100,00        | 1 066 736    | 100,00       |        |        |
| Abstenció     | Abstenció              | Abstenció            | 564 800       | 52,93         | 518 735      | 48,63        |        |        |
| Votants       | Votants                | Votants              | 502 171       | 47,07         | 548 001      | 51,37        |        |        |
| Blancs i nuls | Blancs i nuls          | Blancs i nuls        | 20 103        | 4,00          | 29 756       | 5,43         |        |        |
| Vàlids        | Vàlids                 | Vàlids               | 482 068       | 96,00         | 518 245      | 94,57        |        |        |

### Eleccions regionals franceses de 2004

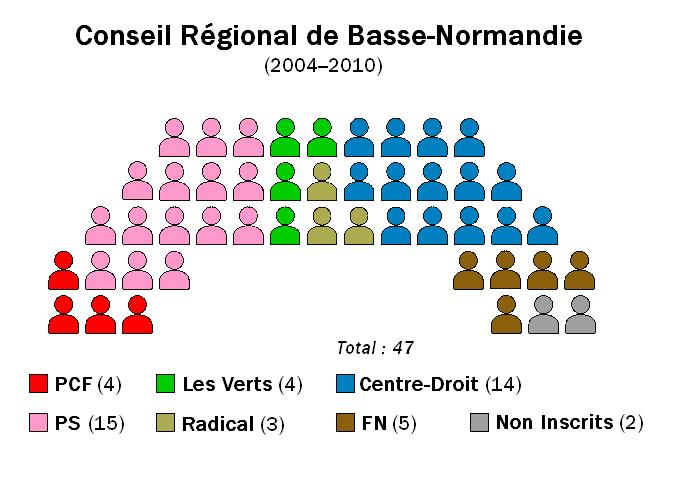
Repartiment d'escons al Consell Regional de Baixa Normandia

#### Primera volta
|           | Nombre    | % inscrits |
| --------- | --------- | ---------- |
| Inscrits  | 1 030 768 | 100,00%    |
| Abstenció | 396 601   | 38,48%     |
| Votants   | 634 167   | 61,52%     |

|               | Nombre  | % votants |
| ------------- | ------- | --------- |
| Blancs i nuls | 35 621  | 5,62%     |
| Vàlids        | 598 546 | 94,38%    |

| Llista                           | Cap de llista       | Vots    | % vàlids |
| -------------------------------- | ------------------- | ------- | -------- |
| LCR - LO                         | Christine Coulon    | 28 888  | 4,83%    |
| ANPAG - Alternatifs - CIT        | Étienne Adam        | 16 268  | 2,72%    |
| PS - PCF - MRC                   | Philippe Duron      | 143 095 | 23,91%   |
| PRG - Les Verts                  | Alain Tourret       | 50 105  | 8,37%    |
| Divers gauche                    | Jérémy Folly        | 17 586  | 2,94%    |
| CPNT                             | Didier Vergy        | 31 376  | 5,24%    |
| UDF                              | Philippe Augier     | 55 436  | 9,26%    |
| UMP - UDF dissidents - MPF - FRS | René Garrec         | 172 050 | 28,74%   |
| FN                               | Fernand Le Rachinel | 83 742  | 13,99%   |

#### Segona Volta
|           | Nombre    | % inscrits |
| --------- | --------- | ---------- |
| Inscrits  | 1.030.843 | 100,00     |
| Abstenció | 360.473   | 34,97      |
| Votants   | 670.370   | 65,03      |

|               | Nombre  | % votants |
| ------------- | ------- | --------- |
| Blancs i nuls | 27.121  | 4,05      |
| Vàlids        | 643.249 | 95,95     |

| Llista       | Cap de llista       | Vots    | % vàlids | Electes |
| ------------ | ------------------- | ------- | -------- | ------- |
| PS-Les Verts | Philippe Duron      | 297.279 | 46,22    | 28      |
| UMP          | René Garrec         | 257.352 | 40,01    | 14      |
| FN           | Fernand Le Rachinel | 88.618  | 13,78    | 5       |